# Três coroas (símbolo)

Três coroas

Menor brasão de armas da Suécia.

Três coroas (tre kronor) é o símbolo nacional heráldico da Suécia desde o séc. XII.

O rei Magnus Eriksson assinava os seu documentos com o título de "Rei da Suécia, Noruega e Escânia" em 1366, e usado o símbolo por a primeira vez. Foi uma representação dos Três Reis Magos. O fundo é azul, e as coroas são douradas, duas de mais de um.
Hoje, na Suécia, as três coroas são utilizadas como um símbolo nacional em mais formas: como símbolo da seleção nacional de hóquei no gelo; como o roundel da Força Aérea da Suécia; e as três coroas apareçam no topo da torre dos paços do concelho do Estocolmo.
Outros brasões com as três coroas incluem: 
- O grande brasão de armas da Dinamarca;
- O brasão da província irlandesa da Munster;
- O brasão não oficial da região inglesa da Ânglia Oriental;
- O brasão da cidade inglesa de Kingston-upon-Hull;
- O brasão da cidade espanhola de Burriana;
- O brasão da cidade alemã de Colônia (na um chefe);
- O brasão da cidade russa de Vyborg (na um chefe);
- O brasão da universidade inglesa de Oxford, com um livro aberto.

## Galeria do símbolo dos três coroas

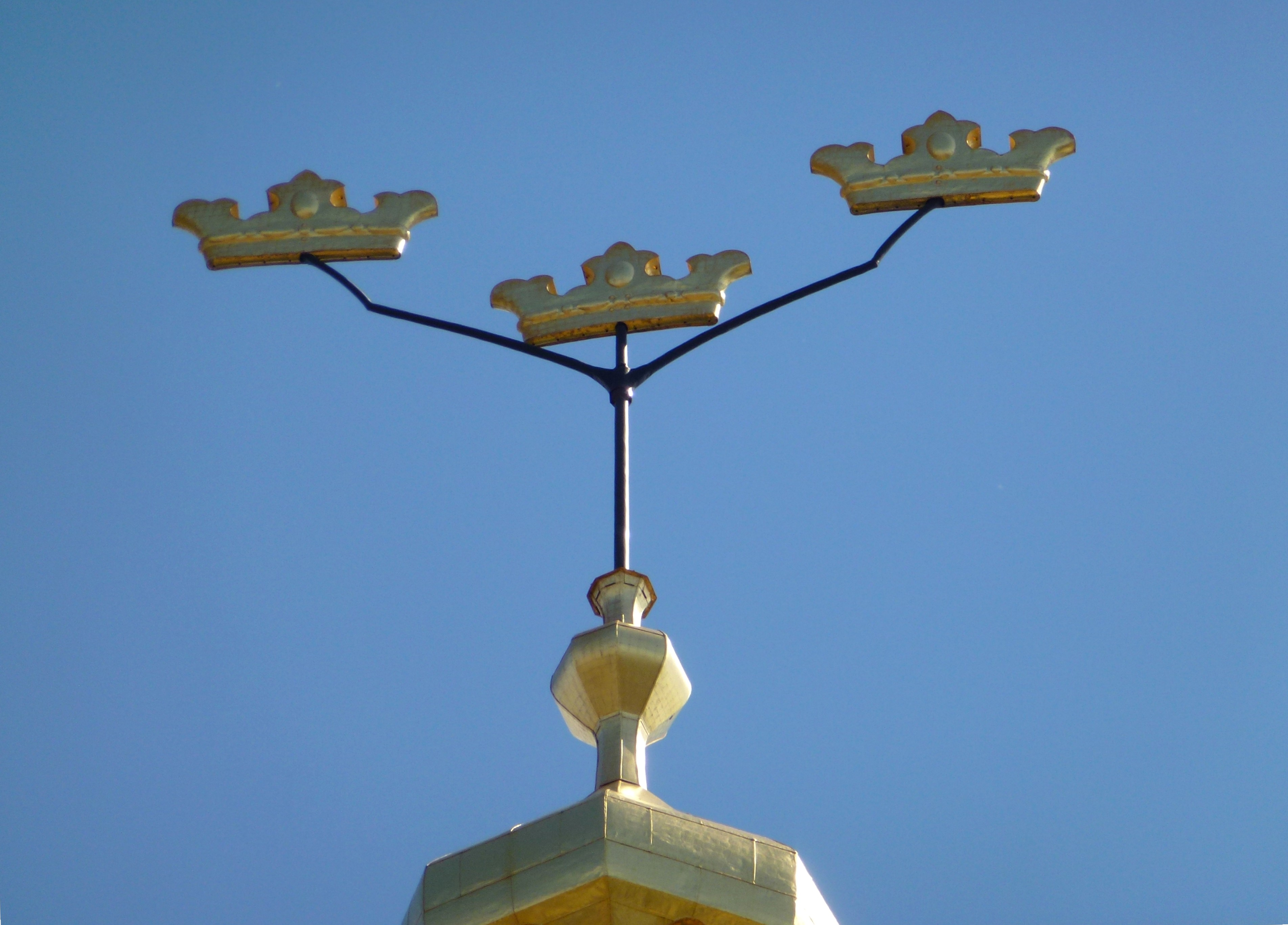
Três coroas no topo dos paços do conselho, Estocolmo.
Roundel da Força Aérea da Suécia.
Escudo de Burriana.
Bandeira de Munster (Irlanda).
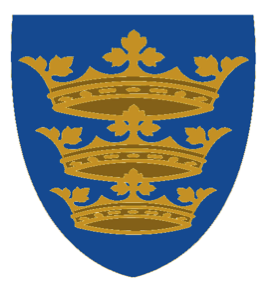
Brasão de Kingston-upon-Hull.
Brasão de Anglia Oriental.
Brasão da Universidade de Oxford.